# Hippodamia ulkei
Hippodamia ulkei is een keversoort uit de familie lieveheersbeestjes (Coccinellidae). De wetenschappelijke naam van de soort is voor het eerst geldig gepubliceerd in 1873 door Crotch.